# 日朝関係に関する日本の自由民主党、日本社会党、朝鮮労働党の共同宣言
日朝関係に関する日本の自由民主党、日本社会党、朝鮮労働党の共同宣言（三党共同宣言）は、1990年に北朝鮮の首都・平壌で発表された共同宣言。

## 概要
1990年9月24日から28日まで、当時の海部俊樹内閣総理大臣の親書を携えて、自民党代表団（金丸信団長）、社会党代表団（田辺誠団長）が訪朝した。親書の内容について、在日本朝鮮人総聯合会は「海部俊樹総裁は、過去朝鮮に対する日本の植民地統治が朝鮮人民に耐え難い苦痛と不幸をもたらしたことについての謝罪と反省を行い、日朝両国間の関係改善をはかりたいとの希望を表明した」としている。
同26日夜、金日成主席は金丸信団長との単独会談の場で「朝日国交正常化交渉を始めよう」と打診した。これを踏まえ、同28日に「日朝関係に関する日本の自由民主党、日本社会党、朝鮮労働党の共同宣言」が発表された。
なお、1983年に北朝鮮兵士閔洪九の亡命事件に関連して北朝鮮にスパイとして拿捕され7年間服役していた「第十八富士山丸」の日本人紅粉勇船長と栗浦好雄機関長の2名の釈放・帰国についても合意し、その後実行されている。

## 全文
訪問期間中、衆議院議員金丸信を団長とする自由民主党代表団、中央執行副委員長田辺誠を団長とする日本社会党代表団、党中央委員会書記金勇淳を団長とする朝鮮労働党代表団間の数次にわたる三党共同会談が行われた。全文は以下のとおり。
三党代表団は、自主・平和・親善の理念にもとづき日朝両国間の関係を正常化し発展させることが両国国民の利益に合致し、新しいアジアと世界の平和と繁栄に寄与すると認めつぎのように宣言する。
　1．三党は、過去に日本が36年間朝鮮人民に与えた大きな不幸と災難、戦後45年間朝鮮人民が受けた損失について、朝鮮民主主義人民共和国に対し、公式的に謝罪を行い十分に償うべきであると認める。自由民主党海部俊樹総裁は、金日成主席に伝えたその親書で、かつて朝鮮に対して日本が与えた不幸な過去が存在したことにふれ、「そのような不幸な過去につきましては、竹下元総理が、昨年3月国会におきまして深い反省と遺憾の意を表明しておりますが、私も内閣総理大臣として、それと全く同じ考えである」ということを明らかにして、日朝両国間の関係を改善する希望を表明した。
　自由民主党代表団団長である金丸信衆議院議員も朝鮮人民に対する日本の過去の植民地支配に対して深く反省する謝罪の意を表明した。三党は、日本政府が国交関係を樹立すると同時に、かつて朝鮮民主主義人民共和国の人民に被らせた損害に対して十分に償うべきであると認める。
　2．三党は、日朝両国間に存在している不正常な状態を解消し、できるだけ早い時期に国交関係を樹立すべきであると認める。
　3．三党は、日朝両国間の関係を改善するために政治・経済・文化などの各分野で交流を発展させ、当面は、通信衛星の利用と、両国間の直行航路を開設することが必要であると認める。
　4．三党は、在日朝鮮人が差別されず、その人権と民族的諸権利と法的地位が尊重されるべきであつて、日本政府は、これを法的にも保証すべきであると認める。
　三党は、また、日本当局が朝鮮民主主義人民共和国と関連して、日本のパスポートに記載した事項を取り除くことが必要であるとみなす。
　5．三党は、朝鮮は一つであり、北と南が対話を通じて平和的に統一を達成することが朝鮮人民の民族的利益に合致すると認める。
　6．三党は、平和で自由なアジアを建設するために共同で努力し、地球上のすべての地域で将来核の脅威がなくなることが必要であると認める。
　7．三党は、朝日両国間の国交樹立の実現と懸案の諸問題を解決するための政府間の交渉が本年11月中に開始されるよう強く働きかけることについて合意した。
　8．三党は、両国人民の念願とアジアと世界の利益に即して、自由民主党と朝鮮労働党、日本社会党と朝鮮労働党間の関係を強化し、相互協調をさらに発展させることを合意した。
1990年9月28日
平壌にて
自由民主党を代表して
金丸信
日本社会党を代表して
田辺誠
朝鮮労働党を代表して
金勇淳

## その後の日朝関係
1997年3月、脱北した北朝鮮の元工作員の証言で、金正日の指示によって北朝鮮が1977年に横田めぐみを拉致していたことが明らかになり、同様の拉致被害者が全国に数多く存在することが判明して、家族たちが実名を公表して救出運動を行なうことを決断し、家族会（北朝鮮による拉致被害者家族連絡会）が結成された。翌年4月には、北朝鮮に拉致された日本人を救出するための全国協議会（通称「救う会」）が結成されている。
2002年9月17日、日本の小泉純一郎首相が平壌を訪問、金正日国防委員長との日朝首脳会談を行い、日朝平壌宣言が調印された。ここでは北朝鮮拉致問題の解決、統治時代の過去の清算、日朝国交正常化交渉の開始などが盛り込まれた。金正日は初めて公式に一部の拉致を認めて謝罪し、同年10月15日に拉致被害者の一部（5名）が北朝鮮から日本に帰国した。